# Lake Bluff
Lake Bluff é uma vila localizada no estado americano de Illinois, no Condado de Lake.

## Demografia
Segundo o censo americano de 2020, a sua população era de 5 616 habitantes.
Em 2006, foi estimada uma população de 6 282.

## Geografia
De acordo com o United States Census Bureau tem uma área de 10,5 km², dos quais 10,5 km² cobertos por terra e 0,0 km² cobertos por água.

## Localidades na vizinhança
O diagrama seguinte representa as localidades num raio de 8 km ao redor de Lake Bluff.